# Indosasa longispicata
Indosasa longispicata là một loài thực vật có hoa trong họ Hòa thảo. Loài này được W.Y.Hsiung & C.S.Chao mô tả khoa học đầu tiên năm 1983.